# 苏联占领波罗的海国家 (1940年)
苏联占领波罗的海国家指的是苏联为占领波罗的海三国所作出的一系列外交以及军事行动。
1939年9月和10月，苏联迫使波罗的海三国缔结互助条约，使苏联有权在他们的领土之上建立军事基地。随后不久，苏联红军便占领了波罗的海三国。1940年夏天，也就是红军占领波罗的海三国后，苏联当局迫使波罗的海三国政府内阁自行辞职。在苏联的监督之下，波罗的海三国举行了新的议会选举，其后被快速的苏维埃化，政治反对派被镇压，非共产党的政治组织被清洗。此后不久，新选出的“人民议会”通过决议，要求加入苏联，其后被苏联分别吞并。
1941年6月，新的苏维埃政权对“人民的敌人”进行大规模驱逐。以至于后来当纳粹德国军队占领波罗的海时，许多波罗的海人将德军当作“解放者”迎接。

## 背景

1939-1940年期间苏联扩张的领土

1939年9月17日苏联入侵波兰东部领土后，根据《莫洛托夫-里宾特洛甫条约》，苏联军队获得了在爱沙尼亚、拉脱维亚与立陶宛驻军的权利，这对苏联极为重要，因为苏联担心德国可能利用波罗的海三国威胁列宁格勒走廊。:31
之后，苏联向芬兰和波罗的海三国施压，要求它们缔结“互助条约”。9月18日，一艘波兰潜艇从塔林逃走后，令苏联开始质疑爱沙尼亚的中立性。六天后，即1939年9月24日，爱沙尼亚驻莫斯科大使收到了来自苏联的最后通牒。苏联要求爱沙尼亚与其缔结“互助条约”，并准许苏联在爱沙尼亚建立军事基地。 
爱沙尼亚别无选择，只能允许苏联在爱沙尼亚的两个岛屿和帕尔迪斯基港建立苏联的海军、空军和陆军基地。1939年9月28日拉脱维亚与苏联签署了相应协议。拉脱维亚于1939年10月5日、立陶宛于1939年10月10日也与苏联签署相关协定。这些协议允许苏联在欧战期间在波罗的海三国领土上建立军事基地，并从1939年10月起在爱沙尼亚驻扎25000名苏联士兵，在拉脱维亚驻扎30000名，在立陶宛驻扎20000名。
1939年，芬兰回绝苏联要求芬兰割让或租赁其部分领土的要求。要求被回绝后，苏联入侵芬兰，于11月发起冬季战争。冬季战争最终于1940年3月结束，尽管芬兰战后损失更多领土，但却成功捍卫其独立地位。波罗的海三国在冬季战争中保持中立，而苏联称赞双方关系“堪称典范”。

## 占领波罗的海国家

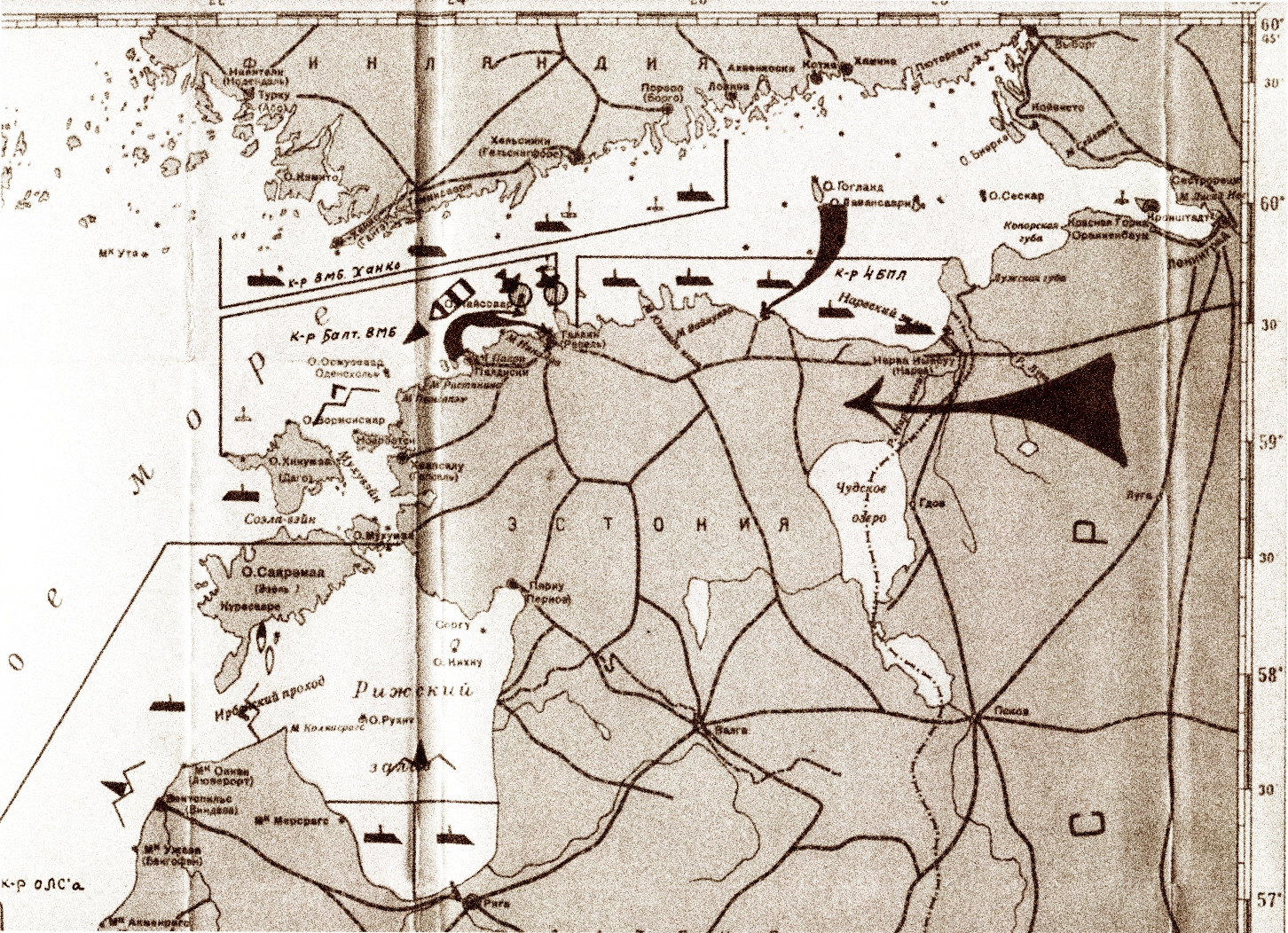
1940年苏联对爱沙尼亚和拉脱维亚的军事封锁和入侵示意图（俄罗斯国家海军档案馆）

计划对波罗的海三国采取军事行动所分配的苏军人数为43.5万人，并配有约8000门火炮和迫击炮，3000多辆坦克和500多辆装甲车。
1940年6月3日，所有驻扎在波罗的海国家的苏军部队集中在亚历山大·洛基昂诺夫的指挥之下。 6月9日，谢苗·康斯坦丁诺维奇·铁木辛哥向列宁格勒军区下达02622SS/OV号命令，要求在6月12日之前做好如下准备：
1. 夺取爱沙尼亚、拉脱维亚和立陶宛海军舰艇与其停泊在基地或海上的船只；
2. 夺取爱沙尼亚和拉脱维亚商业船队与其他所有其他舰艇；
3. 准备入侵并在塔林和帕尔迪斯基登陆；
4. 封锁里加湾、芬兰湾和波罗的海的爱沙尼亚和拉脱维亚海岸；
5. 阻止爱沙尼亚和拉脱维亚政府、军队和资产的撤离；
6. 为向入侵拉克韦尔的行动提供海军支持；
7. 阻止爱沙尼亚和拉脱维亚的飞机飞往芬兰或瑞典。

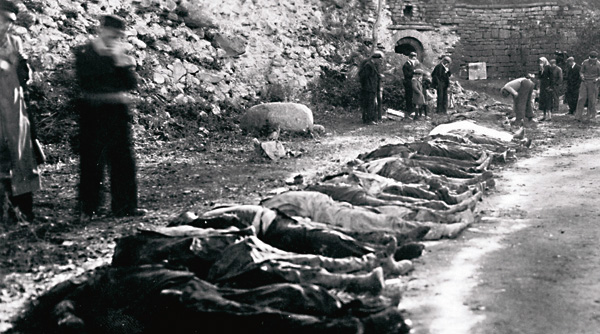
苏联在爱沙尼亚库雷萨雷的镇压行动（1941）

1940年6月12日，根据俄罗斯国家档案馆海军部主任帕维尔·彼得罗夫（C.Phil.）提及档案中的记录，波罗的海舰队被命令对爱沙尼亚实施全面封锁。6月13日上午10点40分，苏军开始向其阵地移动，并在6月14日晚上10点前做好准备。四艘潜艇和一些轻型海军部队被部署在波罗的海、里加湾和芬兰湾，以便从海上封锁波罗的海国家。一个包括三个驱逐舰师的海军中队驻扎在奈萨尔以西，以便支援进攻行动，海军陆战队第一旅的四个营驻扎在运输舰“西伯利亞号”（Sibir）、“第二個五年計劃号”（2nd Pjatiletka）和“埃爾頓号”（Elton）上，以便在奈萨尔和艾格纳岛登陆。运输舰“聶斯特河号”（Dnester）和驱逐舰“警戒號”（Storozevoi）以及“強大号”（Silnoi）被部署在为进攻首都塔林而准备部队上；第50营被部署在为进攻昆达而部署的在附近的舰艇上。共有120艘苏联舰艇参与了对波罗的海三国的海上封锁，其中，包括1艘巡洋舰、7艘驱逐舰和17艘潜艇。以及219架飞机，其中包括拥有84架德勃3和图波列夫SB轰炸机的第8空军大队和拥有62架飞机的第10大队。
1940年6月14日，苏联向立陶宛发出最后通牒的同时苏联对爱沙尼亚的军事封锁开始起作用。而当时全世界注意力都集中在巴黎落入纳粹德国的控制之中。随后，两架苏联轰炸机击落从塔林飞往赫尔辛基的芬兰客机Kaleva，飞机上载有美国驻塔林、里加和赫尔辛基公使馆的三个外交信袋。美国外交部雇员小亨利·W·安泰尔也在这次空难中丧生。

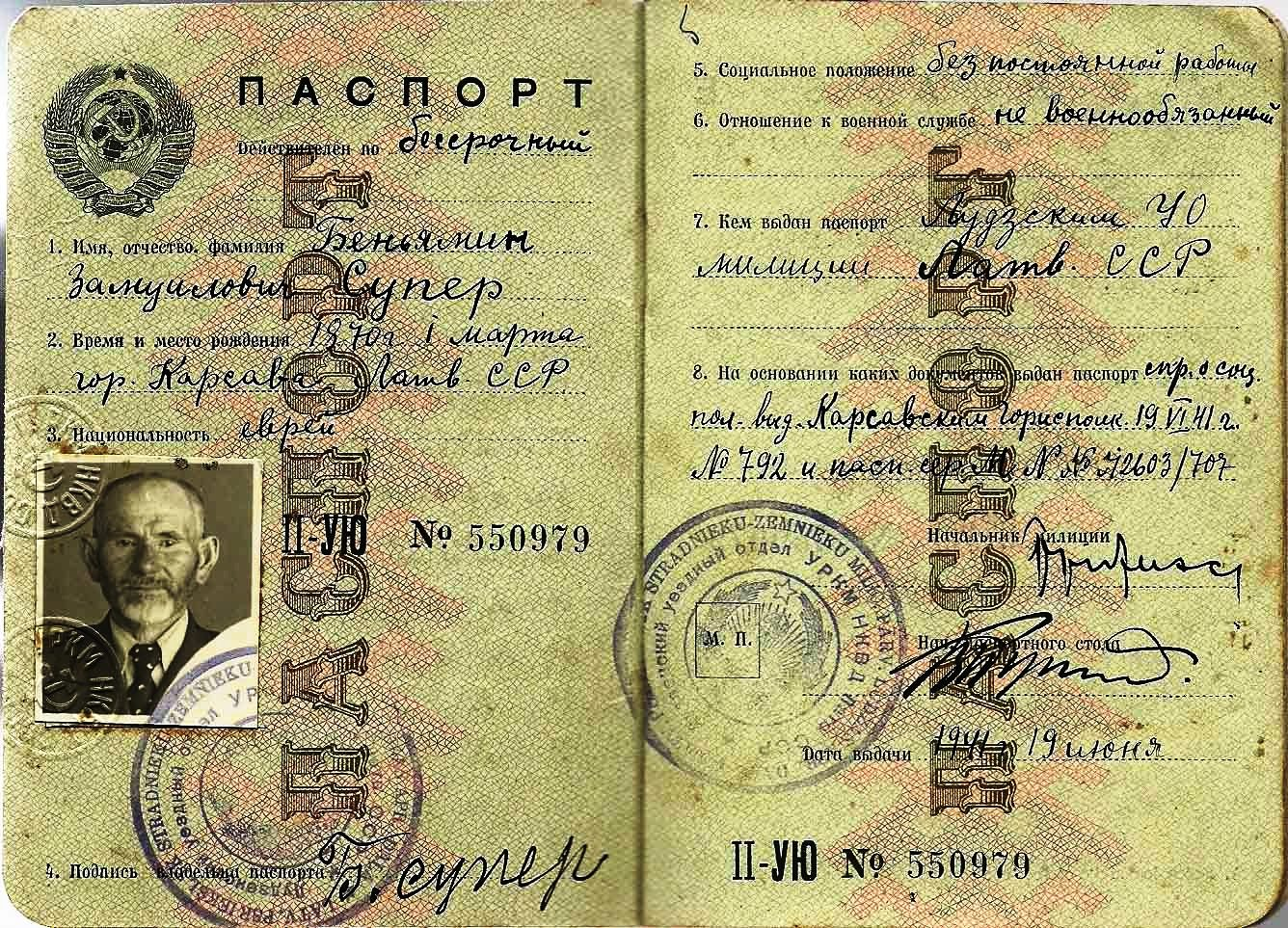
1941年，在德国入侵苏联其不久，在苏联占领的拉脱维亚颁发的苏联护照。持有人是一位犹太老人。德国入侵后，其被疏散到库伊比舍夫

### 红军入侵
莫洛托夫指责波罗的海三国阴谋联合反对苏联，其后向所有波罗的海国家发出最后通牒，要求建立新政府。苏联威胁要入侵三国，并指责波罗的海三国违反条约以及反对苏联，随后对波罗的海三国发出最后通牒，要求三国作出新的让步，其中包括更替波罗的海国家的政府和允许不限数量的苏联红军进驻三国。
波罗的海三国政府决定，鉴于他们在国际上被孤立，以及在其边界和已经在其领土驻军的，具有压倒性优势的苏联红军，因此，积极抵抗是徒劳的，并期望避免在一场无法胜利的战争之中避免流血。
6月15日，苏联入侵立陶宛。苏联军队在6月16日入侵拉脱维亚和爱沙尼亚之前，袭击了拉脱维亚在馬斯倫基的边防部队。根据《时代》杂志在入侵时发表的文章，在短短几天内，大约50万苏联红军就占领了波罗的海三国—仅仅比纳粹德国进攻法国沦陷后的时间早一周。而苏联红军在人数上也远远超过各波罗的海三国的军队。
大多数爱沙尼亚国防军和爱沙尼亚国防联盟根据爱沙尼亚政府的命令投降，其后被红军解除武装。只有驻扎在塔林劳阿街的爱沙尼亚独立信号营对红军和“人民自卫 ”共产党民兵进行了抵抗，并在1940年6月21日与入侵部队进行了战斗。 战斗只持续了几个小时。最后双方通过谈判结束了军事抵抗，独立信号营投降并被解除武装。爱沙尼亚方面有两名军人阿列克謝·曼尼庫斯（Aleksei Männikus）和約翰內斯·曼德雷（Johannes Mandre）死亡，数人受伤，苏联方面约有10人死亡和更多人受伤。参加战斗的苏联民兵由尼古拉·斯捷普洛夫领导。

## 苏维埃化
占领波罗的海三国后，政治镇压随之而来，苏联对大约13万公民进行大规模驱逐。:48而在《谢洛夫指示》中，“关于从立陶宛、拉脱维亚和爱沙尼亚驱逐反苏分子的程序”，载有驱逐波罗的海国民时应遵守的详细程序和协议。之后，苏联就开始着手对波罗的海国家进行政治改造，首先成立了过渡性的 “人民政府”，其处于斯大林亲信和当地共产主义支持者以及来自苏联官员的领导下，他们的职责就为逼迫原先合法政府内阁辞职并用临时人民政府取代他们。 
7月14-15日，在对各州的选举法进行了非法修订之后，在忠于苏联的当地共产党人控制下，进行了操纵的“人民议会”的议会选举。法律的措辞是这样的：共产党人和他们的盟友是唯一被允许参选的人。
而选举结果完全是捏造的：苏联新闻处在投票结束前整整24小时提前公布了选举结果—当时结果已经出现在伦敦一家报纸上。“人民议会”于7月21-22日开会，会上通过决议并宣布它们自己为苏维埃共和国。8月初，苏联最高苏维埃分别接受了波罗的海三国提交的加入苏联的请求。苏联官方的说法是：三个波罗的海国家同时进行了社会主义革命，并自愿要求加入苏联。
苏联在波罗的海国家建立的新政府开始使其政策与苏联当时的做法保持一致。 根据这一过程中的主流理论，旧的“资产阶级社会将被摧毁，以便在其位置上构建由忠诚的苏联公民管理的新社会主义社会。”

### 引用
1. ↑  Gerner & Hedlund (1993). p. 59.
2. 1 2  Buttar, Prit. . 2013-05-21. ISBN 978-1-78096-163-7.
3. 1 2  Hiden & Salmon (1994). p. 110.
4. 1 2  The Baltic States: Estonia, Latvia and Lithuania by David J. Smith, Page 24, ISBN 0-415-28580-1
5. ↑  Mälksoo (2003). p. 83.
6. ↑  Мельтюхов, М.И. . ВОЕННАЯ ЛИТЕРАТУРА.   [2024-12-29].
7. ↑  Pavel Petrov, p. 153
8. ↑  Pavel Petrov, p. 154
9. ↑  Aaltonen, Arto. . www.mil.fi.   [2024-12-29].
10. ↑  . www.rusin.fi.   [2024-12-29].
11. ↑  Pavel Petrov, p. 164
12. ↑  The Last Flight from Tallinn 的存檔，存档日期2009-03-25. at American Foreign Service Association
13. ↑  The World Book Encyclopedia ISBN 0-7166-0103-6
14. ↑  For Lithuania see, for instance, Thomas Remeikis. . Lituanus. 1975, 21 (4 – Winter 1975)  [2007-03-03]. （原始内容存档于2010-12-17）.
15. ↑  see report of Latvian Chargé d'affaires, Fricis Kociņš, regarding the talks with Soviet Foreign Commissar Molotov in I.Grava-Kreituse, I.Feldmanis, J.Goldmanis, A.Stranga. . 1995: 348–350. （原始内容存档于2008-11-06） （拉脱维亚语）.
16. ↑  for Estonia see, for instance, Tanel Kerikmäe; Hannes Vallikivi. . Juridica International. 2000, (I 2000): 30–39  [2007-03-03]. （原始内容存档于2007-06-29）.
17. ↑  The Baltic States: Estonia, Latvia and Lithuania p.19  ISBN 0-415-28580-1
18. ↑  Estonia: Identity and Independence by Jean-Jacques Subrenat, David Cousins, Alexander Harding, Richard C. Waterhouse ISBN 90-420-0890-3
19. ↑  . TIME.com.   [2024-12-29] （美国英语）.
20. ↑  http://www.videinfra.lv, Vide Infra Grupa,. . www.am.gov.lv.   [2024-12-29].
21. ↑  . TIME.com.   [2024-12-29] （美国英语）.
22. ↑  Stephane Courtois; Werth, Nicolas; Panne, Jean-Louis; Paczkowski, Andrzej; Bartosek, Karel; Margolin, Jean-Louis & Kramer, Mark (1999). The Black Book of Communism: Crimes, Terror, Repression. Harvard University Press. ISBN 0-674-07608-7.
23. ↑  June 14 the Estonian government surrendered without offering any military resistance; The occupation authorities began...by disarming the Estonian Army and removing the higher military command from power Ertl, Alan. . Universal-Publishers. 2008: 394  [2022-03-07]. ISBN 978-1-59942-983-0. （原始内容存档于2022-04-28）.
24. ↑  The Estonian armed forces were disarmed by the Soviet occupation in June 1940 Miljan, Toivo. . Scarecrow Press. 2004: 111  [2022-03-07]. ISBN 0-8108-4904-6. （原始内容存档于2022-04-28）.
25. ↑  . Press Service of the Office of the President. 2001-12-19  [2009-01-02]. （原始内容存档于2009-08-21）.
26. ↑  . W. S. Hein. 1972: 280  [2022-03-07]. ISBN 9780930342418. （原始内容存档于2022-03-11）.
27. ↑  . Kaitsevägi.   [2024-12-29] （爱沙尼亚语）.
28. ↑  784 AE. . Riigikogu.   [2009-01-02]. （原始内容存档于2007-06-21） （爱沙尼亚语）.
29. ↑  Lohmus, Alo. . 2007-11-10  [2009-01-02]. （原始内容存档于2009-08-21） （爱沙尼亚语）.
30. ↑  . kilb.ee. 2005-02-22  [2009-01-02]. （原始内容存档于2008-06-15） （爱沙尼亚语）.
31. ↑  Misiunas & Taagepera 1993，第20頁
32. ↑  in addition to the envoys accredited in Baltic countries, Soviet government sent the following special emissaries: to Lithuania: Deputy Commissar of Foreign Affairs Dekanozov; to Latvia: Vishinski, the representative of the Council of Ministers; to Estonia: Regional Party Leader of Leningrad Zhdanov. . Telegram of German Ambassador in the Soviet Union (Schulenburg) to the German Foreign Office.   [2007-03-03]. （原始内容存档于2019-06-09）.
33. 1 2  Misiunas & Taagepera 1993，第26–7頁
34. ↑  Attitudes of Major Soviet Nationalities. Volume II. The Baltics （页面存档备份，存于）, Center for International Studies, Massachusetts Institute of Technology, 1973/ (Archived copy). Retrieved 22 January 2020.
35. ↑  Mangulis, Visvaldis. . . Princeton Junction: Cognition Books. 1983. ISBN 0-912881-00-3.
36. ↑  Švābe, Arvīds. The Story of Latvia. Latvian National Foundation. Stockholm. 1949.
37. 1 2  O'Connor, Kevin. . Greenwood Publishing Group. 2003: p.117.  [2022-03-11]. ISBN 978-0-313-32355-3. （原始内容存档于2022-03-18） （英语）.
38. 1 2  O'Connor 2003，第117頁

### 书籍
- Brecher, Michael; Jonathan Wilkenfeld. . University of Michigan Press. 1997: 596  [2022-03-07]. ISBN 978-0-472-10806-0. （原始内容存档于2022-04-30）.
- Gerner, Kristian; Hedlund, Stefan. . London: Routledge. 1993. ISBN 0-415-07570-X.
- Hiden, John; Salmon, Patrick.  Revised. Harlow, England: Longman. 1994 [1991]. ISBN 0-582-25650-X.
- Mälksoo, Lauri. . The Netherlands: Martinus Niljhoff Publishers. 2003. ISBN 978-90-411-2177-6.
- O'Connor, Kevin. . Greenwood Publishing Group. 2003: 113–145  [2022-03-07]. ISBN 978-0-313-32355-3. （原始内容存档于2022-03-07）.
- Rislakki, Jukka. . Rodopi. 2008  [2022-03-07]. ISBN 978-90-420-2424-3. （原始内容存档于2022-01-28）.
- Plakans, Andrejs. . AuthorHouse. 2007: 596  [2022-03-07]. ISBN 978-1-4343-1573-1. （原始内容存档于2022-01-28）.
- Wyman, David; Charles H. Rosenzveig. . JHU Press. 1996: 365–381  [2022-03-07]. ISBN 978-0-8018-4969-5. （原始内容存档于2022-04-08）.
- Frucht, Richard. . ABC-CLIO. 2005: 132  [2022-03-07]. ISBN 978-1-57607-800-6. （原始内容存档于2019-12-13）.
- Misiunas, Romuald J.; Taagepera, Rein, , University of California Press, 1993, ISBN 0-520-08228-1
- Senn, Alfred Erich, , Rodopi, 2007  [2022-03-07], ISBN 978-90-42-02225-6, （原始内容存档于2022-01-28）
- Petrov, Pavel. . Tänapäev. 2008  [2022-03-07]. ISBN 978-9985-62-631-3. （原始内容存档于2016-03-03） （爱沙尼亚语）.
- Hiden, John; Vahur Made; David J. Smith. . Routledge. 2008  [2022-03-07]. ISBN 978-0-415-37100-1. （原始内容存档于2022-03-07）.
- Talmon, Stefan. . Oxford University Press. 1998  [2022-03-07]. ISBN 978-0-19-826573-3. （原始内容存档于2022-04-23）.
- McHugh, James; James S. Pacy. . Greenwood Publishing Group. 2001  [2022-03-07]. ISBN 0-313-31878-6. （原始内容存档于2022-03-18）.